# Hertogdom Krain
Het hertogdom Krain (Sloveens: Vojvodina Kranjska, Duits: Herzogtum Krain) was van 1368 tot 1918 een kroonland van  Oostenrijk-Hongarije,

## Geschiedenis
Na de val van het Romeinse Rijk werd Krain bevolkt door Lombarden, gevolgd door de Slaven rond de 6e eeuw. In de 7e en 8e eeuw werd Krain een deel van het Sloveense land Carantana (Karinthië). In de 8e eeuw kwam het aan Beieren en onder Karel de Grote werd het gevoegd bij een graafschap van het nieuw gevormde markgraafschap Friuli. In 820 is er dan sprake van de naam Carniola en in 973 van Craina marcha (krajina = grens). De hoofdzetel was Kranj (Duits: Krainburg). In 952 kwam het samen met Friuli aan Beieren en kort daarna aan het hertogdom Karinthië. Sinds 1077/93 was het een leen van het patriarchaat Aquileja, maar de macht van de patriarch beperkte zich tot Neder-Krain. In de 12e eeuw werd Ljubljana (Duits: Laibach) de hoofdstad.
De eigenlijke machthebbers in Krain waren achtereenvolgens de graven van Weimar-Orlamünde, Sponheim en Bogen en van 1173/80 tot 1209/28 de graven van Andechs. Op de graven van Andechs volgden de Babenbergers, de Karinthische tak van het huis Sponheim (tot 1264) en de koningen van Bohemen (1269-1276). Van 1282 tot 1335 heersten de graven van Görz en na hun uitsterven in 1335 de hertogen van Oostenrijk. Na 1248 was het hertogdom steeds in personele unie verbonden met het hertogdom Karinthië en de Windische Mark.
Binnen het gebied lagen enclaves van de prinsbisdommen Brixen en Freising.
Bij de deling binnen het huis Habsburg van 1379 kwam Krain aan de tak van Leopold. In 1394 werd Krain tot hertogdom verheven.
Keizer Maximiliaan I verbond Krain met Karinthië, Stiermarken, Istrië, Görz en Triëst tot het complex Binnen-Oostenrijk. In 1803 werden de gebieden van de prinsbisdommen Brixen en Freising ingelijfd.
Van 1809 tot 1814 behoorde Krain tot Frankrijk en maakte het deel uit van de Illyrische Provincies. Vervolgens werd het binnen de Oostenrijkse monarchie een deel van het koninkrijk Illyrië. In 1849 kreeg het de status van kroonland in het Keizerrijk Oostenrijk.
Na de Oostenrijkse nederlaag in 1918 werd er op 31 oktober 1918 te Ljubljana een voorlopige Sloveense regering gevormd.
Mede vanwege de oprukkende Italianen sloot het gebied zich snel aan bij het Koninkrijk van Serven, Kroaten en Slovenen, dat in 1929 werd omgedoopt in het koninkrijk Joegoslavië.
Uiteindelijk kwam door de vrede van Saint-Germain van 10 september 1919 het grootste deel van Krain aan Joegoslavië. Het westelijk deel kwam aan Italië. Na de Tweede Wereldoorlog werd in 1947 het Italiaanse deel herenigd met Slovenië.
1867–1918

In de Rijksraad vertegenwoordigde koninkrijken en landen (Cisleithanië):
hertogdom Boekovina · koninkrijk Bohemen · koninkrijk Dalmatië · koninkrijk Galicië en Lodomerië · hertogdom Karinthië · hertogdom Krain · Küstenland (vorstelijk graafschap Görz en Gradisca, markgraafschap Istrië, vrije rijksstad Triëst) · markgraafschap Moravië · Neder-Oostenrijk · Opper-Oostenrijk · hertogdom Salzburg · Tsjechisch-Silezië · hertogdom Stiermarken · vorstelijk graafschap Tirol en land Vorarlberg

De landen van de Heilige Hongaarse Stefanskroon (Transleithanië):
Fiume met gebied · koninkrijk Hongarije · koninkrijk Kroatië en Slavonië . Militaire Grens (1867-1882)

Gemeenschappelijk bestuurd: condominium Bosnië en Herzegovina (1878-1918) . Novi Pazar met gebied (1878-1908) . Karpatische passengebied (1918) . bezette zone Tianjin (1901-1917)
Voor of in 1867 opgeheven

koninkrijk Illyrië (tot 1850) · vojvodschap Servië en Temesbanaat (tot 1860) · Koninkrijk Lombardije-Venetië (tot 1866) · grootvorstendom Zevenburgen (tot 1867)